# 呉思瑶
呉 思瑶（ご しよう、ウー スーヤオ、1974年〈民国63年〉5月28日 - ）は、中華民国（台湾）の政治家。民主進歩党所属の立法委員。

## 経歴
2006年、当時立法委員だった蕭美琴の「美琴後援会」の幹事長となって正式に選挙運動に参加するようになった。同年の台北市議員選挙に立候補し、当選した。その後再選され、3期務めた。
2016年の第9回立法委員選挙では台北市第一選挙区から出馬し、立法委員を7期務めた国民党のベテラン議員である丁守中を破り、初当選した。2020年の第10回立法委員選挙では10万票以上の得票率で再選された。
2024年の第11回立法委員選挙では、国民党候補に2万票以上の票差をつけて破り、再選に成功した。同年2月1日、民進党立法院内会派の幹事長に就任した。

## 立法委員

### 同婚問題
2019年5月17日、民進党が立法院に提出した同性婚法案「司法院釈字第748号解釈施行法」に賛成票を投じ、賛成多数で可決された。法案の可決後すぐに、蘇巧慧とともに立法院の外に集まった支持者のもとに駆け付け、涙を流しながら支持を表明した。

### 立法院職権行使法
2024年5月17日、立法院で法案の採決を巡り乱闘が発生。呉思瑶は国民党と民衆党の強行採決に抗議し、混乱する立法院の議会に水の入ったボトルを投げ込んだ。

## 選挙記録
| 年度 | 選挙                 | 選挙区           | 所属政党   | 得票数  | 得票率 | 当選   | 注釈  |
| ---- | -------------------- | ---------------- | ---------- | ------- | ------ | ------ | ----- |
| 2006 | 第10回台北市議員選挙 | 第一選挙区       | 民主進歩党 | 17,437  | 6.54%  |        | [ 8 ] |
| 2010 | 第11回台北市議員選挙 | 第一選挙区       | 民主進歩党 | 17,528  | 5.88%  | [ 9 ]  |       |
| 2014 | 第12回台北市議員選挙 | 第一選挙区       | 民主進歩党 | 20,302  | 6.64%  | [ 10 ] |       |
| 2016 | 第9回立法委員選挙    | 台北市第一選挙区 | 民主進歩党 | 95,951  | 50.82% | [ 11 ] |       |
| 2020 | 第10回立法委員選挙   | 台北市第一選挙区 | 民主進歩党 | 107,850 | 52.12% | [ 12 ] |       |
| 2024 | 第11回立法委員選挙   | 台北市第一選挙区 | 民主進歩党 | 91,958  | 47.22% |        |       |